# エリザベット・プラテル
エリザベット・プラテル （Elisabeth Platel, 1959年4月10日 - ） は、フランス・パリ出身のバレエダンサー。

## プロフィール
1975年にパリ・オペラ座バレエ学校に入学、翌1976年に17歳でパリ・オペラ座バレエ団に入団した。間もなくカドリーユとなり、翌1977年にコリフェ、
1978年スジェ、1979年プルミエ・ダンスーズと毎年の昇進を果たす。1981年12月、『ジゼル』 公演の終了後にエトワールに任命された。
ルドルフ・ヌレエフの薫陶を受けた世代のエトワールの一人で、ヌレエフ振付作品のオペラ座での初演の多くにキャスティングされている。その典雅な美貌に加え、洗練されたテクニックと豊かな音楽性を両立させた踊りを見せ、長きにわたって世界的な人気を得た。
1999年7月9日、主演の公演 『ラ・シルフィード』 を最後にオペラ座のエトワールの座から退いた。2004年9月からはクロード・ベッシーの後任として、パリ・オペラ座バレエ学校の校長に就任している。

## 動画
- パリ・オペラ座 『ラ・バヤデール』 第2幕より （ガムザッティのヴァリアシオン）

## 出演

### 映画
- 『エトワール』 (2000年、N・タヴェルニエ監督作品）

## 受賞歴
- 1978年 - ヴァルナ国際バレエコンクール・銀賞
- 1998年・1999年 - マシーン賞
- 1999年 - ブノワ舞踊賞

## 発言
- 振付時における映像の使用法について 〔"L'image du corps dansant et l'influence des nouvelles technologies dans le processus de création chorégraphique", 2004〕